# Drežnik Brezovički
Drežnik Brezovički (1900-ig Drežnik) falu Zágráb közigazgatási területén Horvátországban, a főváros déli részén. Ma Zágráb Brezovica városnegyedéhez tartozik.

## Fekvése
Zágráb városközpontjától 12 km-re délnyugatra, a Száva jobb partján fekvő síkságon, Demerje, Goli Breg, Desprim és Zadvorsko között fekszik.

## Története
A település már a 18. században létezett. Az első katonai felmérés térképén „Dresnik” néven található. Lipszky János 1808-ban Budán kiadott repertóriumában „Dresnik” néven szerepel. Nagy Lajos 1829-ben kiadott művében „Dresnik” néven 10 házzal és 96 katolikus lakossal találjuk.
1857-ben 67, 1910-ben 158 lakosa volt. Zágráb vármegye Nagygoricai járásához tartozott. 1941 és 1945 között a Független Horvát Állam része volt, majd a szocialista Jugoszlávia fennhatósága alá került. 1991-től a független Horvátország része. 1991-ben lakosságának 91%-a horvát, 5%-a szerb nemzetiségű volt. 2011-ben 656 lakosa volt.

## Népessége
| Lakosság változása | Lakosság változása | Lakosság változása | Lakosság változása | Lakosság változása | Lakosság változása | Lakosság változása | Lakosság változása | Lakosság változása | Lakosság változása | Lakosság változása | Lakosság változása | Lakosság változása | Lakosság változása | Lakosság változása | Lakosság változása |
| ------------------ | ------------------ | ------------------ | ------------------ | ------------------ | ------------------ | ------------------ | ------------------ | ------------------ | ------------------ | ------------------ | ------------------ | ------------------ | ------------------ | ------------------ | ------------------ |
| 1857               | 1869               | 1880               | 1890               | 1900               | 1910               | 1921               | 1931               | 1948               | 1953               | 1961               | 1971               | 1981               | 1991               | 2001               | 2011               |
| 67                 | 86                 | 78                 | 118                | 142                | 158                | 164                | 181                | 162                | 176                | 169                | 185                | 263                | 352                | 443                | 656                |